# Paul Fritsch
Paul François Nicolas Fritsch (Parigi, 25 febbraio 1901 – Boulogne-Billancourt, 22 settembre 1970) è stato un pugile francese.

## Palmarès
- Giochi olimpici

Anversa 1920: oro nei pesi piuma.